# Propulsor a jato

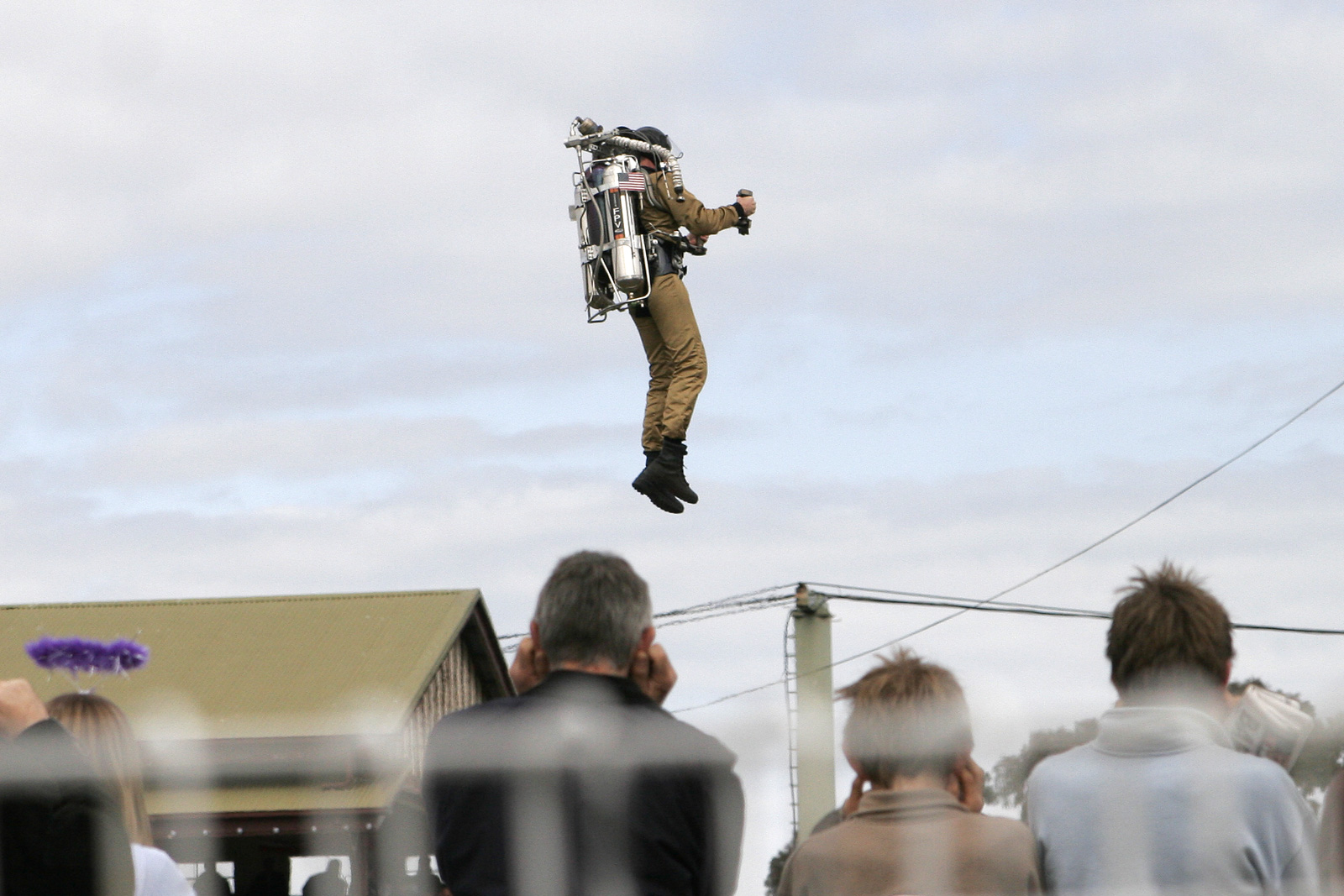
Piloto Dan Schlund no Melbourne Show 2005

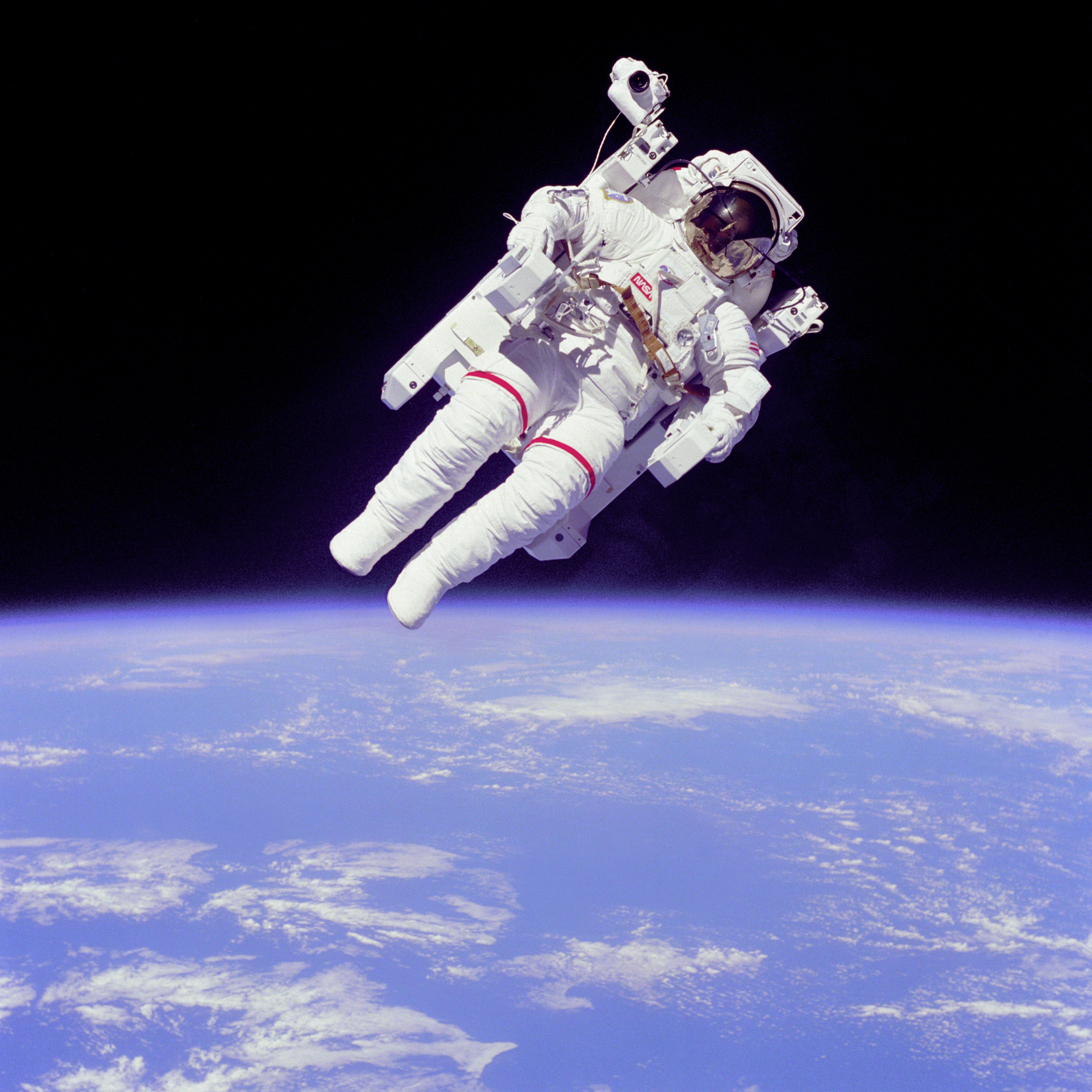
O astronauta Bruce McCandless II operando uma Unidade de Manobra Tripulada.

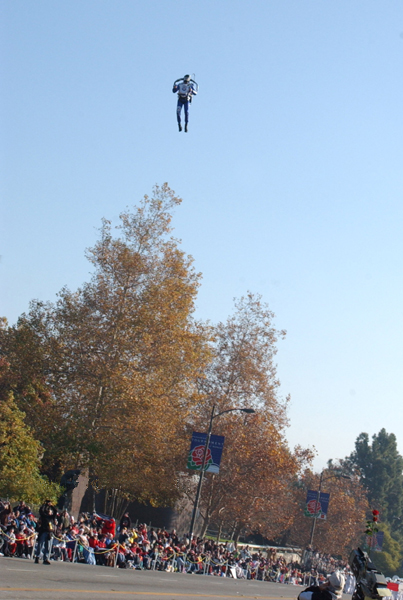
O piloto Dan Schlund no Rose Parade 2007

Propulsor a jato ou mochila a jato (da língua inglesa Jet pack, rocket belt ou rocket pack) são uma classe de dispositivos para uso individual que em geral são vestidos sobre a roupa, propelido a jato através de gases ou líquidos que são impelidos para fora do dispositivo, permitindo o usuário e somente cair depois de voar.
O conceito nasceu pela ficção científica na década de 1920 e se tornou popular na década de 1960 quando a tecnologia existente trouxe o conceito à realidade. Atualmente, o único uso difundido do propulsor a jato é na locomoção de astronautas em atividades extra-veiculares. Apesar de décadas de avanço da tecnologia, a gravidade terrestre faz o equipamento gastar uma energia maior ou igual ao de outros equipamentos de voo em geral.[carece de fontes?]